# Градинско-парково изкуство
Градинско-парково изкуство е художественотворческо и ландшафтно-архитектурно проектиране и оформяне на частни или обществени открити пространства.
Това се постига чрез засаждане на растения, насипване или подравняване на площи, изграждане на пътеки, архитектурни елементи, водоскоци, цветни лехи, партери или скулптури. Видът и подходът на дизайна преминават границите на простото оползотворяване на местния пейзаж или градина; те са по-скоро израз на определен стил на естетика, изкуство, култура и архитектура от дадена епоха.
Градинското изкуство е предшественик на градинската иландшафтната архитектура, в която на преден план са поставени научните и технически аспекти. Репутацията на градинско-парковото изкуство като форма на изкуство достига своя връх през епохата на барока. Парковете на дворците Во-ле-Виконт и Версай например са проектирани в съответствие с преобладаващите барокови идеали относно обществото, ландшафта и природата.
Обикновено парковете и градините, създадени за представителни цели, се считат за типични примери за градинско-парково изкуство. По принцип обаче и частни градинки пред домове и овощни градини също биха могли да бъдат произведение на изкуството.
Лендарт, от друга страна, се среща най-вече в „дивата природа“, извън пределите на заградени паркови комплекси.

## История
Умишлено проектирани зелени и открити пространства с естетическа цел са доказани в градове и селски имения още от древността.
В древен Египет, преди поне 5000 години, е имало обширни градини около пирамидите, гробниците и храмовете, защото в допълнение към храната и напитките, в чест на мъртвите и боговете са били жертвани и растения и цветя.
Известен пример за древно градинско-парково изкуство са легендарните Висящи градини на Семирамида в Месопотамия, едно от Седемте чудеса на света. Персийските градини също се базират на над 3000-годишна традиция, типична за Иран и съседните региони; същото се отнася и за градинското изкуство в Китай и японските градини.
От около 1720 г. насам, под влиянието на горепосочените източноазиатски и китайски градини и в резултат на умишлено разграничаване от френската барокова градина, се създава английската пейзажна градина, която се характеризира със своята естественост и по този начин стои в ярък контраст със строгата и тектонично-геометрична барокова градина.

## Галерия
- Парк във Версайския дворец
- Парк на двореца Сансуси в Потсдам, Германия
- Английската градина в Мюнхен
- Японска градина във Вюрцбург

|  | Тази страница частично или изцяло представлява превод на страницата Gartenkunst в Уикипедия на немски. Оригиналният текст, както и този превод, са защитени от Лиценза „Криейтив Комънс – Признание – Споделяне на споделеното“, а за съдържание, създадено преди юни 2009 година – от Лиценза за свободна документация на ГНУ. Прегледайте историята на редакциите на оригиналната страница, както и на преводната страница, за да видите списъка на съавторите. ВАЖНО: Този шаблон се отнася единствено до авторските права върху съдържанието на статията. Добавянето му не отменя изискването да се посочват конкретни източници на твърденията, които да бъдат благонадеждни. |